# K2 zoekt K3 (2009)
K2 zoekt K3 was een talentenjacht op de Vlaamse en Nederlandse televisie, waarbij er gezocht werd naar een nieuw lid van de driemansformatie K3. Door het vertrek van een van de drie zangeressen werd er gezocht naar een nieuwe zangeres om het drietal te completeren. Deze eerste reeks van K2 zoekt K3 werd uitgezonden in 2009.

## Geschiedenis
Nadat bekend was geworden dat Kathleen Aerts K3 ging verlaten, moest men op zoek naar een nieuw lid om de groep weer compleet te maken. Van mei t/m eind juni 2009 kon men zich aanmelden via een speciale website.
Op 2 juni berichtte het weekblad Dag Allemaal dat de jury van het programma zou bestaan uit grote namen, onder wie Studio 100-baas Gert Verhulst, muzikant Miguel Wiels en K3-choreografe Axana Ceulemans (bekend van Def Dames Dope). Vanuit Nederland zou men versterking krijgen van Gerard Joling of Danny De Munk.
Op 16 juni werd de definitieve jury bekendgemaakt. De Vlaamse juryleden waren muzikant Miguel Wiels en K3-choreografe Axana Ceulemans, de Nederlandse juryleden waren Patty Brard en choreograaf Marc Forno.
Gert Verhulst zat wel in de jury in het verdere verloop van het programma. Ook Bart Peeters, Antonie Kamerling en Frans Bauer doken op. De presentatie was in handen van Gerard Joling en Koen Wauters.
De Nederlandse oud-presentatrice Sonja Silva zou in eerste instantie auditie doen, maar toen ze erachter kwam dat het om een tv-talentenjacht ging, haakte ze af. Later besloot Silva toch auditie te doen. Dit werd een succes en Silva mocht door naar de volgende ronde. Ook bekende Vlamingen Saskia Duerinck en Kathleen Goossens deden auditie. Deze laatste viel uiteindelijk in de voorlaatste aflevering af.
Ook deden enkele jongens auditie uit zowel België als Nederland, maar doordat ze echt een vrouw zochten hadden deze kandidaten bij voorbaat al geen kans van slagen.

## Programmaformule
De kandidaten moesten net als bij programma's als Idols en X Factor een a capella auditie doen voor een vierkoppige jury. Wanneer drie van de vier juryleden de kandidaat goed genoeg vond, was deze door naar de volgende ronde. In de theaterronde kregen de overgebleven 36 kandidaten in groepjes van drie de mogelijkheid om zich voor een tweede keer te presenteren voor de jury. De trio's kregen anderhalf uur de tijd om een liedje en dansje te leren. Bij de performance voor de jury werden de leden van elk trio individueel beoordeeld, wederom hadden de kandidaten drie keer een positieve stem nodig van de vier juryleden. Na deze ronde bleven er slechts vijftien kandidaten over, waaruit Karen en Kristel slechts acht kandidaten mochten uitkiezen die zij meenamen voor de volgende ronde "De K3-Opleiding". Tijdens de K3-Opleiding werden de acht overige kandidaten op verschillende facetten getest en in loop van deze fase viel steeds enkele kandidaten af. Zowel de jury als  Karen en Kristel hadden een duidelijke stem over wie er wel of niet mocht blijven. Na de K3-Opleiding waren er drie finalisten over gebleven die met elkaar in de live finale uit gingen maken wie er zou gaan winnen. Voor het eerst mocht het publiek bepalen wie zij liever zagen of juist liever zagen vertrekken. Bij de laatste drie had het publiek de volledige beslissing wie er als eerste moest afvallen. Bij de laatste twee lag het lot van de kandidaten volledig in de handen van Karen en Kristel.

### K3-opleiding kandidaten
Dit is een lijst van de kandidaten die mochten deelnemen aan de K3-opleiding. De opleiding werd gehouden in drie verschillende rondes, voordat de grote finale plaats vond. Tijdens de eerste twee fases vielen elke fase twee kandidaten af. In de laatste fase voor de finale viel slechts één kandidaat af, zodat er drie finalisten overbleven.
| Nr. | Naam                  | K3O-1 | K3O-2 | K3O-3 | Finale | Finale   |
| Nr. | Naam                  | K3O-1 | K3O-2 | K3O-3 | F1     | F2       |
| --- | --------------------- | ----- | ----- | ----- | ------ | -------- |
| 1   | Josje Huisman         |       |       |       |        | Winnares |
| 2   | Noa Neal              |       |       |       |        | Tweede   |
| 3   | Madelon van der Poel  |       |       |       | Derde  |          |
| 4   | Anne Deliën           |       |       |       |        |          |
| 5   | Kathleen Goossens     |       |       |       |        |          |
| 5   | Anneke Winkelmolen    |       |       |       |        |          |
| 7   | Jacqueline Goedmakers |       |       |       |        |          |
| 7   | Flore Verbiesen       |       |       |       |        |          |

 Kandidaat blijft in de wedstrijd
 Kandidaat blijft in de wedstrijd, nadat zij de weekopdracht won en hierdoor een vrijstelling had voor eliminatie.
 Kandidaat blijft in wedstrijd, omdat ze werd opgevist door Karen en Kristel
 Kandidaat verlaat wedstrijd, nadat zij was weggestemd.

### Finale
Op 3 oktober 2009 werd in een live finale bepaald wie de opvolgster van Kathleen Aerts werd. In de finale konden zowel de jury als de mensen thuis beslissen. Het publiek kon één persoon naar huis sturen. Karen en Kristel mochten zelf beslissen wie van de twee overgebleven de opvolgster werd van Kathleen. Josje Huisman won de finale, en is daarmee het nieuwe K3-lid. De finale werd door ruim 3 miljoen mensen bekeken, waarvan 1 miljoen in Vlaanderen en 2 miljoen in Nederland. De uitslag werd door 3,7 miljoen mensen bekeken, waarvan 1,3 miljoen in Vlaanderen en 2,4 miljoen in Nederland.

### K2 zoekt K3: K3 weer compleet
Op 5 en 6 december 2009 kwam K2 zoekt K3: K3 weer compleet, een reportage die het leven van het nieuwe trio volgt tijdens de eerste optredens, shows en interviews. Deze werd zowel uitgezonden op SBS6 als op VTM.